# Grzybiec purpurowozarodnikowy

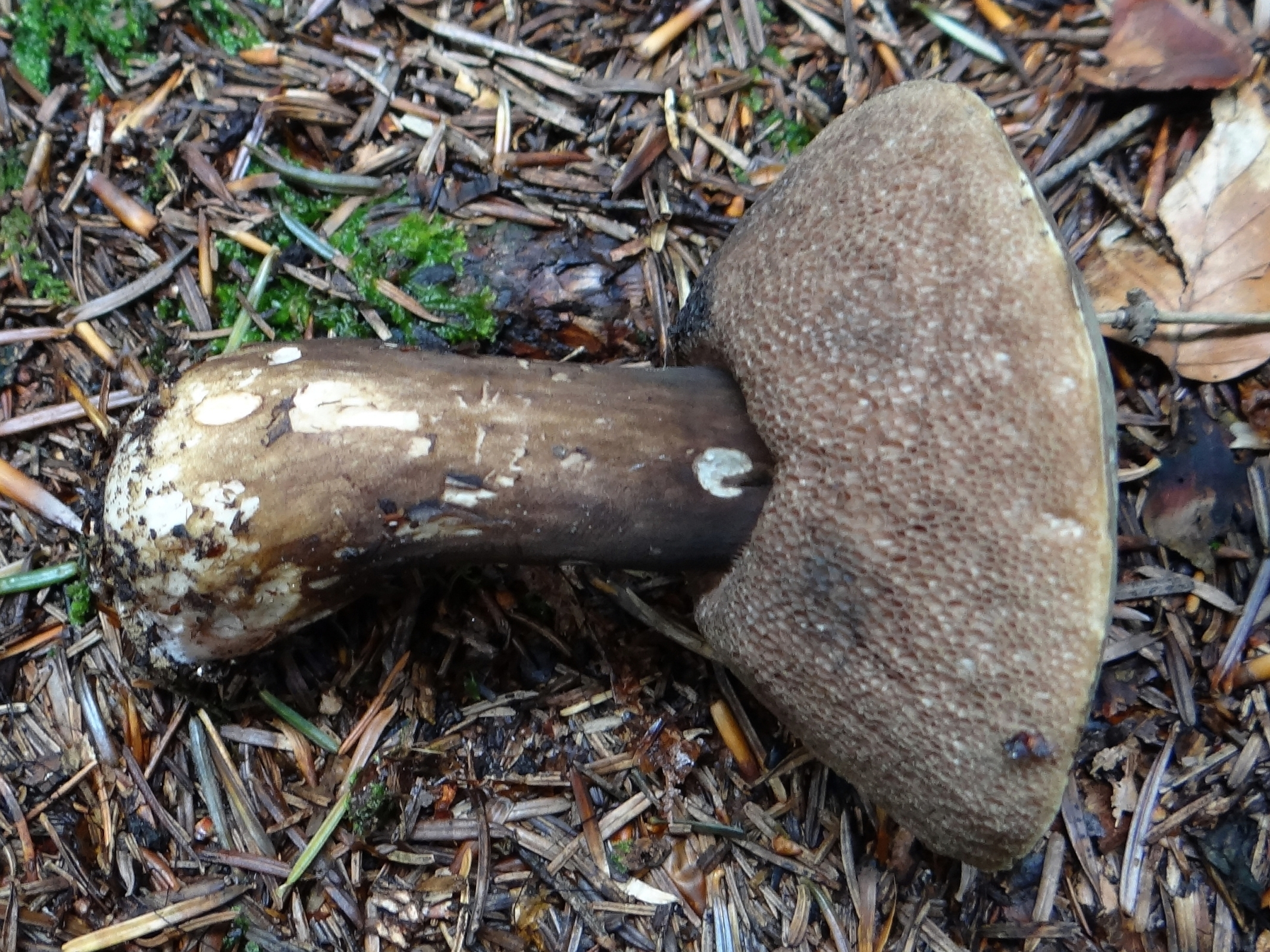

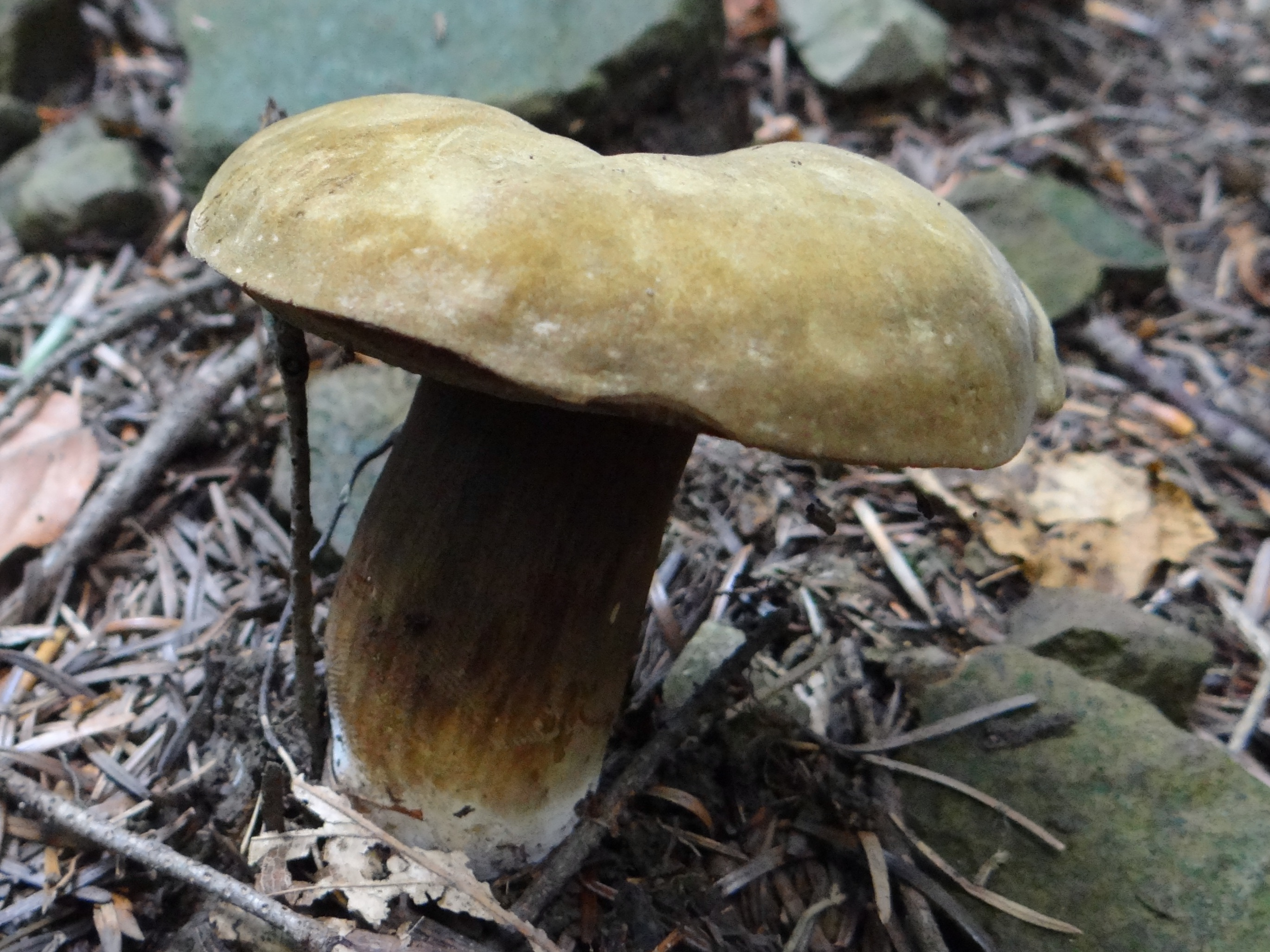

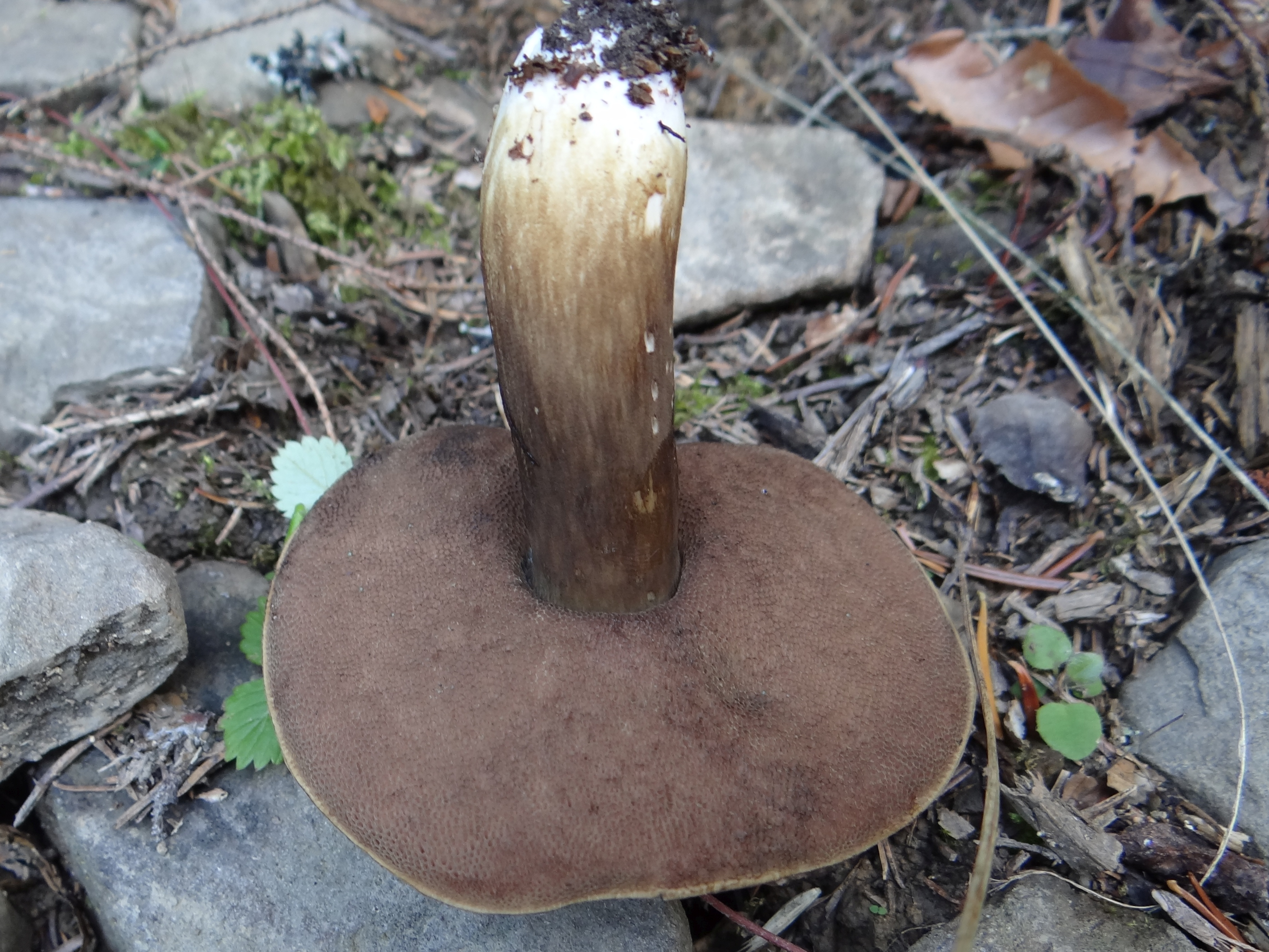

Grzybiec purpurowozarodnikowy (Porphyrellus porphyrosporus (Fr. & Hök) E.-J. Gilbert) – gatunek grzybów z rodziny borowikowatych (Boletaceae).

## Systematyka i nazewnictwo
Pozycja w klasyfikacji według Index Fungorum: Porphyrellus, Boletaceae, Boletales, Agaricomycetidae, Agaricomycetes, Agaricomycotina, Basidiomycota, Fungi.
Po raz pierwszy takson ten zdiagnozowali w 1835 r. Elias Fries i Christopher Theodor Hök nadając mu nazwę Boletus porphyrosporus. Obecną, uznaną przez Index Fungorum nazwę nadał mu w 1931 r. Edouard-Jean Gilbert.
Synonimy naukowe:
- Boletus porphyrosporus Fr. & Hök 1835
- Boletus porphyrosporus var. minor Bataille & Crawshay 1924
- Gyroporus porphyrosporus (Fr. & Hök) Quél. 1886
- Phaeoporus porphyrosporus (Fr. & Hök) Bataille 1908
- Porphyrellus pseudoscaber Secr. ex Singer 1945
- Porphyrellus pseudoscaber subsp. cyaneocinctus Singer 1945
- Porphyrellus pseudoscaber subsp. typicus Singer 1945
- Suillus porphyrosporus (Fr. & Hök) Kuntze 1898
- Tylopilus cyaneocinctus (Singer) Grund & K.A. Harrison 1976
- Tylopilus porphyrosporus (Fr. & Hök) A.H. Sm. & Thiers 1971[1].

Nazwę polską nadała Alina Skirgiełło w 1960 roku. Władysław Wojewoda w 1998 roku nadał temu gatunkowi polską nazwę goryczak purpurowozarodnikowy, gdyż wówczas znajdował się on w rodzaju Tylopilus jako T. porphyrosporus. Najnowsze badania potwierdzają przynależność tego gatunku jednak do rodzaju Porphyrellus.

## Morfologia
Kapelusz
Średnica 8–14 cm, młody półkulisty, później wypukły do prawie płaskiego, o okrągłym lub owalnym kształcie. Za młodu jasnoszary, wcześnie ciemniejący brązowo do szarobrązowego; powierzchnia matowa i delikatnie omszona, nie śliska. W większości przypadków jest ciemny i wygląda, jak przydymiony. Skórka nie daje się ściągnąć, na starość czasami pęka.
Rurki
Młode-jasne, szarożółte, wcześnie szarobrązowe, plamiące się po uszkodzeniu; wokół trzonu krótsze; pory najczęściej drobne, niekiedy bywają też względnie duże, a wówczas sięgają aż na górną stronę kapelusza.
Trzon
Wysokość 4–16 cm, grubość 1–4 cm, początkowo beczułkowaty, później walcowaty. Podobnie jak kapelusz jest umbrowobrązowy do smolistobrązowego, delikatnie zamszowaty; stosunkowo wysmukły i cienki.
Miąższ
Biały lub brudnoszarobiaławy, po przekrojeniu słabo nabiega zielonkawobłękitno (przede wszystkim nad rurkami), a powoli czerwienieje, szczególnie pod skórką kapelusza. Bez zapachu o smaku łagodnym.
Wysyp zarodników
Ciemnoczerwonawobrązowy. Zarodniki podłużnie eliptyczno-wrzecionowate, gładkie, o średnicy 14–20 × 6–8 µm.
Gatunki podobne
Trudny do pomylenia z innymi gatunkami grzybów. Wśród borowikowatych wyróżnia się związkiem chemicznym o innym składzie.

## Występowanie i siedlisko
Występuje w Ameryce Północnej, Europie oraz Japonii. W Polsce gatunek rzadki. Znajduje się na Czerwonej liście roślin i grzybów Polski. Ma status R – potencjalnie zagrożony z powodu ograniczonego zasięgu geograficznego i małych obszarów siedliskowych. Znajduje się na czerwonych listach gatunków zagrożonych także w Belgii, Niemczech, Estonii, Litwie, Szwecji, Norwegii, Łotwie.
Rośnie w lasach iglastych i mieszanych, rzadziej w liściastych, na ziemi, pod świerkami, jodłami i bukami, na kwaśnych glebach, szczególnie w rejonach wyżej położonych. Owocniki wyrastają od czerwca do listopada.

## Znaczenie
Grzyb niejadalny. Grzyb mikoryzowy. Nie jest trujący i może być spożywany, ale zwykle jest traktowany jako niejadalny z uwagi na wręcz odrażający smak i zapach podczas gotowania.